# Die Wanderung

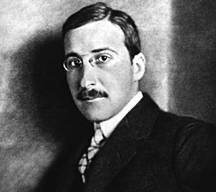
Stefan Zweig (ca. 1912)

Die Wanderung ist eine 1904 erschienene Erzählung des österreichischen Autors Stefan Zweig.
Die Wanderung wurde am 11. April 1902 in Theodor Herzls Neuen Freien Presse veröffentlicht und 1904 in den Erzählband Die Liebe der Erika Ewald aufgenommen. Die Handlung der Erzählung spielt in der ersten Hälfte des ersten nachchristlichen Jahrhunderts in Judäa, wo sich die Kunde von einem Messias verbreitet. Auf der Suche nach diesem macht sich ein junger Mann auf den Weg nach Jerusalem. Auf seiner langwierigen Reise, bei der er von einer verführerischen Frau aufgehalten wird, erfährt er von der von Pontius Pilatus angeordneten Hinrichtung dreier Verbrecher. In Jerusalem kann er aus der Ferne diese Kreuzigung sehen, im Gesicht der Gekreuzigten den Erlöser jedoch nicht erkennen. Er reist also weiter.
Die Wanderung gehört zu den wenigen Novellen Zweigs, die religiöse Motive enthalten. In dieser Zeit stand der jüdische Autor der zionistischen Bewegung um Martin Buber und Ephraim Moses Lilien nahe. In dieser Erzählung verwendet Zweig zudem das misogyne Bild der Frau als Verführerin, welches um die Jahrhundertwende noch weit verbreitet war.